# Michael Kos
Michael Kos (* 30. Dezember 1963 in Villach) ist ein österreichischer bildender Künstler, der durch seine Werke als Steinmetz und PaperArt-Darsteller bekannt geworden ist. Er arbeitet in Österreich und Deutschland auch als Schriftsteller, Lyriker, Holzbildhauer, Grafiker und Fotograf.

## Leben
Michael Kos wuchs in Ferndorf auf. 1984 zog er nach Wien. Dort studierte er ab 1986 Visuelle Mediengestaltung bei Peter Weibel an der Hochschule für angewandte Kunst und schloss 1991 mit Diplom ab. Seitdem ist er als freischaffender Künstler tätig.
Seit 1989 werden Werke von Kos in Einzelausstellungen gezeigt, u. a. in Wien, Villach, Klagenfurt, Wolkersdorf und Mistelbach. Er war als Künstler und als Organisator (2007/2008) mehrfach am Bildhauersymposion Krastal beteiligt.
1997 begann Kos neben der bildenden Kunst auch Prosa- und Lyriktexte zu schreiben. 2000 erhielt er ein Jahres-Literaturstipendium des Landes Kärnten und 2001 das Hans-Weigel-Literaturstipendium des Landes Niederösterreich. 2003 wurde er mit dem Anerkennungspreis für Literatur des Landes Niederösterreich ausgezeichnet. Seit 2020 ist er Präsident des Trägervereins der Bildrecht GmbH – Gesellschaft zur Wahrnehmung visueller Rechte.
Kos lebt in Wien und Retz.

## Werk

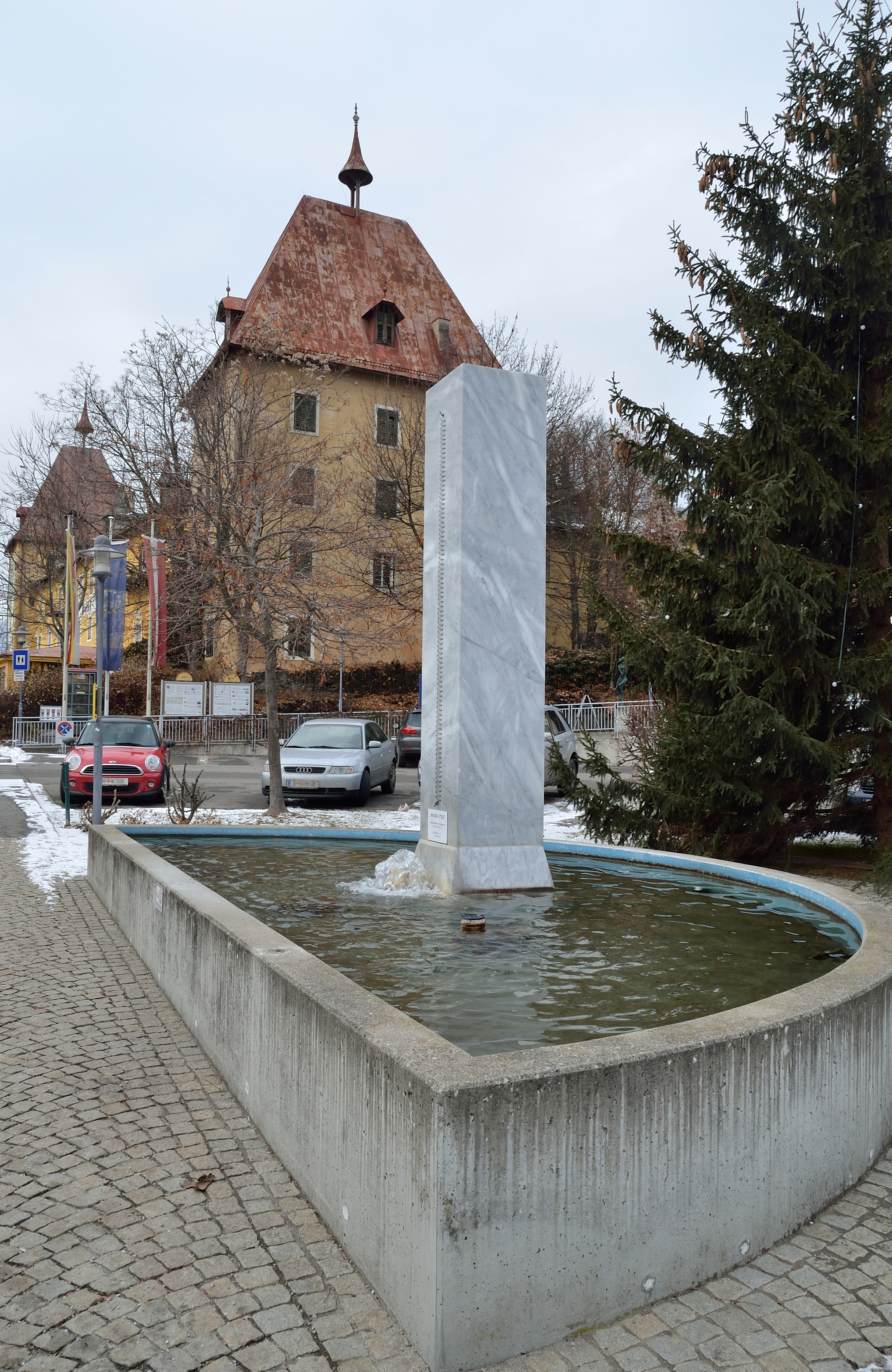
Wasser-Stele von Michael Kos in Millstatt

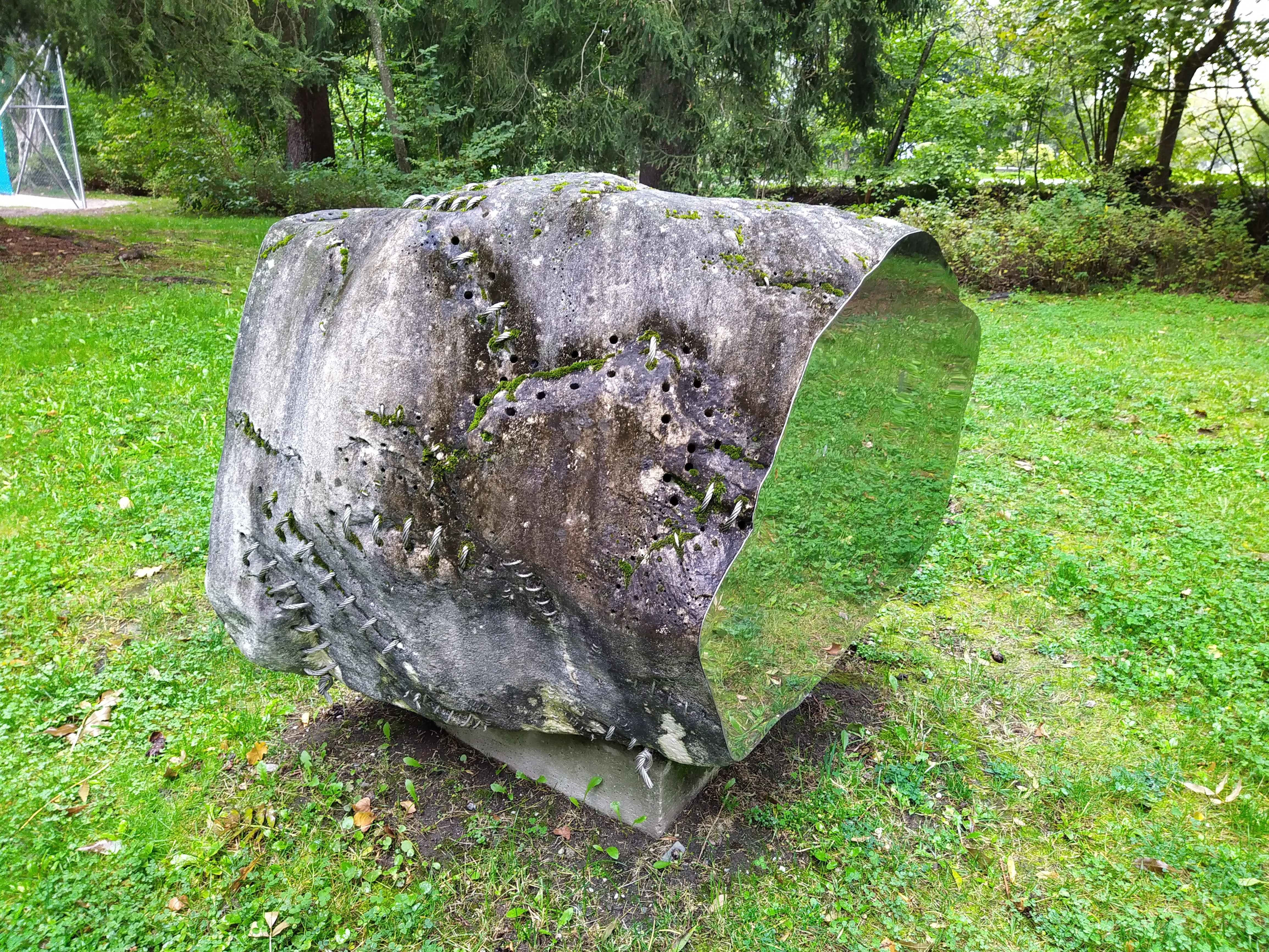
Beauty and the Beast in Thumersbach

Zu Michael Kos’ Gesamtwerk zählen unter anderem Skulpturen, Installationen, Objekte und konzeptuelle Projekte. Mit einer von ihm als „geschlichtete Malerei“ oder „Malerei ohne Pinsel“ bezeichneten Technik erschafft er Bildobjekte durch die vertikale Schichtung von einzelnen Papierprodukt-Elementen. Darauf basieren seine seit 2004 entstehenden Serien Mappings (mit Landkartenteilen beklebte Kartonstreifen) und Surrogate (bemalte Kartonstreifen). Als Bildhauer arbeitet Kos häufig mit Marmor, insbesondere Krastaler Marmor. Im Rahmen seiner Werkserie Vernähte Steine (seit 2004) bearbeitet er Steine, die häufig Risse und andere Beschädigungen aufweisen, auf eine Weise, durch die beim Betrachter die Illusion von Nähten entsteht. Zu den Serien, die Kos weiterführt, gehören weiters beispielsweise Buttons (minimalistische, bemalte Rundformen aus Polyester, Metall oder Holz), Geprägtes Bütten (Papier mit Objektcharakter, seit 2008), Gerissenes Papier (Zeichnung ohne Stift, seit 2008), Layering (drei bis vierlagige Lochbleche, seit 2022) sowie Schriftskulpturen (seit 2018). In vielen seiner Werke setzt er Schrift und Begrifflichkeiten ein.
Kos greift in manchen seiner Arbeiten politische, kultur- und gesellschaftspolitische Themen auf. So zeigte er 2020/21 bei der Einzelausstellung 71-Memory Box im Kunstraum Burgkapelle des Museums Moderner Kunst Kärnten eine Installation, die den 71 Opfern der Flüchtlingstragödie bei Parndorf gewidmet ist. Die nüchterne, weiße, geometrische Box aus Aluminium mit den Namen der Verstorbenen ist ein Beispiel für seine oft ausgeübte Praxis, unspektakuläre und einfache künstlerische Methoden einzusetzen, um nicht komplizierte, aber prägnante Aussagen zu treffen.
Werke von Michael Kos wurden unter anderem in die Sammlungen Albertina, Museum der Moderne Salzburg, Lentos Kunstmuseum Linz, Museum Moderner Kunst Kärnten, Landesmuseum Niederösterreich, Sammlung Essl, Kunstsammlung der Strabag und Artothek des Bundes aufgenommen.
2000 erschien Kos’ Prosaband Herzversagen bei der Literaturedition Niederösterreich, für den er auch das Cover gestaltete und Abbildungen von Korb-Acrylkitt-Objekten beisteuerte.

## Werke (Auswahl)
- Borstenlaib, 2004/2005, Krastaler Marmor, Besenborsten, 42 × 125 cm, Albertina[12]
- Surrogate, 2005, Landkartenfaltung in Holz-Box, 3-teilig, 60 × 15 × 10 cm; 60 × 15 × 9 cm; 25 × 15 × 9 cm, Artothek des Bundes
- Vernähter Schädel, 2006, Marmor, Draht, 19,5 × 30 cm, Artothek des Bundes[10]
- Beauty and the Beast, 2007, beschnittener Marmorfindling mit Nirostadraht-Nähten und verspiegelten Seiten, Skulpturpark Thumersbach[13]
- Kaltes Feld, mit Max Seibald, 2008, Installation (verschweißte Panzerigel), Höhe 6 m, Kärntner Wurzenpass
- Wasser-Stele, 2009, vernähter Marmor mit Wasserlauf, 60 × 60 × 350 cm, Millstatt (seit 2011)
- Button silbrig, 2013/2020, Polyester, Acryl, Stahlseil, Ø 170 cm
- Chronisch Ich, 2016, drei präparierte Uhren mit einzelnen Zeigern, Leuchtkästen
- Memory Box, 71 Namen, Installation, Aluminium, weiß, 587 × 243 × 214 cm, 2020/2021 Ausstellung Museum Moderner Kunst Kärnten
- How to stitch a stone, 2019, Marmor poliert, Gummi, Text, 2021 Ausstellung „lose Formation“ Traklhaus Salzburg[2]

## Publikationen
- Herzversagen: Eine Trilogie: Herzversagen – Amok in St. Peter – Phönix Austria. Literaturedition Niederösterreich, St. Pölten 2000, ISBN 978-3-901117-50-3.
- Die Fasanensichel: Weinviertler Strophen. Literaturedition Niederösterreich, St. Pölten 2002, ISBN 978-3-901117-59-6.

## Auszeichnungen
- 2003: Anerkennungspreis für Literatur des Landes Niederösterreich
- 2024: Kulturpreis der Stadt Villach[14]